# Marcus Berg
Marcus Berg (ur. 17 sierpnia 1986 w Torsby) – szwedzki piłkarz, który występował na pozycji napastnika. 
W latach 2008–2021 występował w reprezentacji Szwecji. Uczestnik Mistrzostw Świata w 2018 roku oraz Mistrzostw Europy 2016 i 2020 roku.
W swojej karierze występował m.in. w takich klubach jak: Panathinaikos, Hamburger SV, IFK Göteborg czy PSV.
Jego brat – Jonatan również jest zawodowym piłkarzem.

## Kariera klubowa
Marcus Berg jako junior występował w drużynie IFK Velen, z której w 2003 trafił do młodzieżowej szkółki IFK Göteborg. Do kadry pierwszego zespołu po raz pierwszy został powołany w 2005. W debiutanckim sezonie w Allsvenskan rozegrał czternaście spotkań i strzelił trzy bramki. W kolejnych rozgrywkach Berg zaliczył już 22 występy, jednak tylko cztery razy udało mu się wpisać na listę strzelców. W sezonie 2007 szwedzki napastnik radził już sobie jednak zdecydowanie lepiej. W siedemnastu ligowych pojedynkach zdobył czternaście goli i wspólnie z Benińczykiem Razakiem Omotoyossim został najlepszym strzelcem rozgrywek. Świetna dyspozycja Berga pomogła IFK zdobyć siedemnasty w historii klubu tytuł mistrza kraju. Ostatni mecz w barwach IFK przeciwko Kalmar FF Berg uczcił zdobyciem bramki, a po zakończeniu spotkania kibice pożegnali go owacją na stojąco.
10 sierpnia 2007 Szwed podpisał kontrakt z FC Groningen. Działacze holenderskiej drużyny za transfer ten zapłacili 3,8 miliona euro. Berg w nowym klubie miał zastąpić Urugwajczyka Luisa Suáreza, który przeniósł się do Ajaksu Amsterdam. W barwach FC Groningen szwedzki napastnik zadebiutował 18 sierpnia w spotkaniu przeciwko NAC Breda. 2 września w zremisowanym 2:2 pojedynku z Ajaksem zdobył obie bramki dla swojego zespołu. Były to pierwsze trafienia Berga dla ekipy prowadzonej przez Rona Jansa. FC Groningen sezon 2007/2008 skończyło się na siódmym miejscu w tabeli Eredivisie. Szwed z piętnastoma golami na koncie wspólnie z Amerykaninem Michaelem Bradleyem oraz Duńczykiem Kennethem Perezem zajął piąte miejsce w klasyfikacji najlepszych strzelców. W sezonie 2008/2009 Groningen uplasowało się na szóstej pozycji w ligowej tabeli. Berg strzelił 17 goli w 31 występach, co dało mu trzecie miejsce wśród najskuteczniejszych strzelców ligi za Mounirem El Hamdaouim i Luisem Suárezem.
17 lipca 2009 Berg przeszedł do niemieckiego klubu Hamburger SV. Z niemiecką drużyną podpisał pięcioletnią umowę. Kwota transferu nie została ujawniona, jednak oficjalna strona Groningen napisała, że Berg został najdroższym zawodnikiem w historii zespołu. W sezonie 2009/2010 Szwed w 30 ligowych występach strzelił tylko 4 gole.
W lipcu 2010 został wypożyczony do PSV Eindhoven. W 2013 roku odszedł do Panathinaikosu.
Po 4 latach spędzonych w Grecji, przeszedł do klubu piłkarskiego ze Zjednoczonych Emiratów Arabskich Al-Ain FC.
W 2019 roku przeniósł się do rosyjskiego FK Krasnodaru.
Na zakończenie kariery wrócił do swojego ojczystego klubu IFK Göteborg.
25 września 2023 zakończył piłkarską karierę.

## Kariera reprezentacyjna
28 lutego 2006 Berg zadebiutował w reprezentacji Szwecji do lat 21. W seniorskiej kadrze po raz pierwszy wystąpił 6 lutego 2008 w zremisowanym 0:0 pojedynku przeciwko Turcji. 10 czerwca 2009 Berg strzelił pierwszego gola dla swojej reprezentacji podczas wygranego 4:0 spotkania z Maltą. 16 czerwca zdobył hat-tricka dla zespołu U-21 w wygranym 5:1 meczu przeciwko Białorusi rozegranym w ramach Mistrzostwa Europy U-21.
Uczestnik Mistrzostw Świata w 2018 roku oraz Mistrzostw Europy 2016 i 2020 roku.
Łącznie wystąpił w 90 meczach reprezentacji Szwecji.